# Lonchodes spurcus
Lonchodes spurcus är en insektsart som först beskrevs av Brunner von Wattenwyl 1907.  Lonchodes spurcus ingår i släktet Lonchodes och familjen Phasmatidae. Inga underarter finns listade i Catalogue of Life.